# EU SSR Guinea-Bissau
L'EU SSR Guinea-Bissau o Missió de la Unió Europea en Suport de la Reforma del Sector de la Seguretat a la República de Guinea Bissau, va ser una missió mixta civil i militar de la Política comuna de seguretat i defensa de la Unió Europea per donar suport al sector de la seguretat a Guinea Bissau (Àfrica Occidental).
Va ser aprovat pel Consell d'Afers Generals de la Unió Europea el 12 de febrer de 2008. El comandant suprem de la missió és el general espanyol Juan Esteban Verástegui. El mandat inicial es va concedir fins al 31 de maig de 2009. Després de diverses extensions, el mandat va expirar definitivament el 30 de setembre de 2010.
Sota comandament militar les Forces Armades de Guinea Bissau tindrien uns efectius de 2000-2500 soldats, sense armes pesants o vehicles blindats. No obstant això, hi hauria d'haver unitats policials molt armades que també podrien desplegar-se sota comandament militar. Fins i tot abans que es poguessin implementar els plans, es va acabar la missió per manca d'una perspectiva prometedora.